# Thalassoleon
Thalassoleon es un género extinto de león marino de gran tamaño. Thalassoleon habitaba en el océano Pacífico norte entre finales del Mioceno y principios del Plioceno. Los fósiles de T. mexicanus se han encontrado en Baja California, México y al sur del estado de California en Estados Unidos. T. macnallyae es conocido del centro de California, y T. inouei (que puede ser un sinónimo de T. macnallyae) es conocido de Japón. Thalassoleon podría ser el ancestro del actual oso marino ártico. 
T. mexicanus era comparable en tamaño a los mayores leones marinos, con un peso estimado de 650-700 libras. Basándose en el tamaño de la mandíbula de T. macnallyae, puede haber sido mucho mayor, similar en tamaño a una morsa.